# Carla Denyer
Carla Suzanne Denyer, née le 24 septembre 1985, est une femme politique britannique. Elle est co-dirigeante du Parti vert d'Angleterre et du Pays de Galles aux côtés d'Adrian Ramsay depuis 2021 et députée de la Chambre des communes pour la circonscription de Bristol Central depuis 2024.
Elle est conseillère municipale à Bristol de 2015 à 2024 pour le quartier de Clifton East puis de Clifton Down, et est connue pour son rôle de premier plan dans la déclaration de l'état d'urgence climatique à Bristol en 2018, une première en Europe.

## Activisme écologiste
Denyer commence à faire campagne à 16 ans pour le commerce équitable et contre la guerre en Irak. Denyer étudie le génie mécanique au St Chad's College de Durham de 2005 à 2009 et y commence son activisme écologiste en tant que représentante environnementale,,. Elle travaille ensuite dans le secteur de l'énergie éolienne pour un cabinet de conseil en énergies renouvelables basé à Bristol, de 2009 à 2015,,.
Denyer rejoint le Parti Vert en 2011. À partir de 2012, elle participe aux campagnes pour le désinvestissement des énergies fossiles des organisations Quakers in Britain et UK Fossil Free, notamment contre l'Université de Bristol et le fonds de pension Avon

## Carrière politique

### Conseillère municipale de Bristol
Denyer est élue pour la première fois au conseil municipal de Bristol  pour Clifton East en 2015. Après des changements de délimitation électorale, elle est réélue conseillère municipale pour Clifton Down en 2016. Elle est à nouveau réélue conseillère en 2021, alors que son parti acquiert pour la première fois une majorité relative au conseil municipal,. En juin 2021, Denyer est nommée porte-parole du Parti Vert en matière de logement et de communautés. À partir de juillet 2021 elle assume le rôle d'observation de la municipalité travailliste de Bristol sur le climat et l'écologie.
En novembre 2023, Denyer annonce ne pas se représenter aux élections municipales de Bristol, afin de se concentrer sur sa campagne à la députation de la circonscription de Bristol Central pour les élections générales de 2024.

#### Positions politiques
En 2018, Denyer propose au conseil municipal de Bristol une motion pour déclarer l'état d'urgence climatique dans la ville, avec succès. Il s'agit d'une première au Royaume Unis et en Europe, et l'idée est reprise dans le monde entier,,,.
Denyer fait campagne sur les transports. Elle souhaite introduire à Bristol un péage urbain ainsi qu'un prélèvement sur le stationnement des entreprises afin de collecter les fonds necessaire pour aménager des pistes cyclables connectées et sécurisées et un réseau de bus intégré et efficace,,. En 2020, elle a aidé à instaurer une politique du Parti Vert visant à interdire la publicité pour des produits polluants tels que les SUV et les avions, et a fait pression pour une politique similaire en matière de publicité contrôlée par le conseil municipal de Bristol,.
Elle fait également campagne sur l'amélioration des conditions d'habitation des locataires, et sur l'augmentation de la progressivité de la taxe d'habitation ,,,.
Elle pointe les politiques d'austérité et manque de soutien du gouvernement britannique aux politiques environnementales 

### Candidatures aux Parlements européen et britannique
En mai 2019, Denyer candidate aux élections européennes, sans succès.
En novembre 2019, elle se présente aux élections générales pour la circonscription de Bristol West. À la suite du retrait de la candidature Libéral-démocrate, Denyer arrive deuxième, avec 24,9 % des voix, contre 62,3 % pour la candidate du Parti travailliste Thangam Debbonaire.
Denyer candidate à nouveau aux élections générales à Bristol en 2024, mais cette fois, à la suite d'un redécoupage électoral, pour la circonscription de Bristol Central. Elle est élue député avec 56,6% des voix face à Debbonaire, qui n'en remporte que 32,6%.

### Co-dirigeante du Parti Vert
Le 16 août 2021, Denyer annonce sa candidature commune à la tête du Parti vert aux côtés d'Adrian Ramsay. Ils sont élus le 1er octobre 2021 .